# Живлення річок і озер
Жи́влення рі́чок і озе́р — поповнення водойм суші поверхневими і підземними водами. 
Поверхневі води поділяються на дощові, снігові і льодовикові. Живлення підземними водами залежить від глибини врізу річкової долини і кількості розкритих нею водоносних горизонтів. Живлення річок і озер переважно змішане.

## Види живлення річок і озер
Звичайною формою атмосферних опадів теплих районів Землі або у теплий період року в холодних районах є дощ, який дає близько 75 % усієї атмосферної вологи. З неї значна більшість випаровується або інфільтрується і лише мала частина стікає до річок і озер.
Живлення підземними водами має велике значення для річок, що течуть у широких долинах, заповнених алювіальними відкладеннями. Воно залежить від глибини врізу долини і кількості розкритих нею водоносних горизонтів. Пересічне значення підземного живлення річок світу становить 30%. Великий вплив на меженний режим річок має водовіддача з алювію. У період повеней і паводків алювій насичується водою, а при спаді рівнів відбувається віддача в річку накопиченої ґрунтової води. Здебільшого живлення річок і озер має змішаний характер; в одні сезони переважає поверхневий стік, в інші (взимку, в літні посухи) — ґрунтове. 
До річок, живлених льодовиковими водами, належить лише Кубань й інші річки, що витікають з льодовиків Кавказу. У загальному розподілі, основну частину живлення гірських річок становлять дощові, рівнинних — талі снігові води (залежно від місцевих умов — 50-80%); на живлення підземними водами припадає 10—20%.

## Гідрограф
Визначення внеску різних джерел живлення річок здійснюється на основі розчленування гідрографів річкового стоку, графіків, що характеризують зміну в часі витрат води за рік чи частину року. Гідрограф будується на підставі даних спостережень на гідрологічних станціях і постах. Розчленування гідрографа здійснюють, орієнтуючись на загальні характерні особливості стоку вод, що надходять з різних джерел живлення. Передусім такі особливості стоку виявляються в різній швидкості руху води. У період максимальних витрат води, коли рівень її в річці може стояти вище рівня води в окремих підземних горизонтах, можливе підживлення їх з річки, а у період зниження рівня води в річці вода з підземних горизонтів повертається в неї. Відбувається процес берегового регулювання.

## Українські поверхневі води
В Україні у степовій смузі майже вся дощова вода випаровується, а малі річки пересихають, якщо не дістають підземного живлення. Головним джерелом живлення річок рівнинних областей України є води талого снігу, які завдяки незначному випаровуванню у холодний період року і перерваній інфільтрації в замерзлий ґрунт у переважній більшості стікають до річок. Підземне живлення наявне впродовж року, воно особливо важливе взимку, коли майже всі атмосферичні опади випадають у вигляді снігу.